# Cropredy
Cropredy är en by och en civil parish strax utanför Banbury i Storbritannien. Den ligger i grevskapet Oxfordshire och riksdelen England, i den södra delen av landet, 110 km nordväst om huvudstaden London. Var plats för The Battle of Cropredy Bridge i det engelska inbördeskriget 1644.
Idag är Cropredy känt för sin musikfestival, Fairport's Cropredy Convention, som sedan början på 1980-talet varje år lockar närmare 20 000 besökare andra helgen i augusti.
Kustklimat råder i trakten. Årsmedeltemperaturen i trakten är 8 °C. Den varmaste månaden är augusti, då medeltemperaturen är 16 °C, och den kallaste är december, med 0 °C.